# Amblypodia capeta
Amblypodia capeta är en fjärilsart som beskrevs av William Chapman Hewitson 1878. Amblypodia capeta ingår i släktet Amblypodia och familjen juvelvingar. Inga underarter finns listade i Catalogue of Life.